# Família Mamicônio

Expansão dos domínios Mamicônios

Os Mamicônio ou Mamigônio (em armênio/arménio: Մամիկոնյան; em latim: Mamiconius) foram uma família nobre armênia que dominou a política da Armênia entre os século IV-VIII. Mantiveram o cargo hereditário de asparapetes (comandante-em-chefe) da Armênia até o final do século VI e controlaram, dentre outra regiões, Taraunitis, Bagrauandena e Sassúnia.

## História
Esta família alegou ser originária da China, mas os historiadores concordam que esta reivindicação é devido a uma confusão com a região de Chen, na Ibéria. O general de Tigranes, o Grande (r. 95–55) Manceu é considerado como um membro da família, embora as fontes armênios acompanhem a famílias apenas a partir de 314. Nessa época, eles já detinham o cargo hereditário de asparapetes.
A fortuna surge no início do século V com o casamento entre o asparapetes Amazaspes I e Isaacanus, herdeira do último patriarca gregórida, Isaque I, o Grande, que trouxe à família territórios importantes e o imenso prestígio associado aos descendentes de Gregório, o Iluminador. A abolição da monarquia armênia em 428, e o martírio de Vardanes II Mamicônio, colocou a família na vanguarda da política local. Em 572, o príncipe Vardanes III assassinou o marzobã persa Surena para vingar seu irmão Manuel II, mas teve, então, que buscar refúgio no Império Bizantino.
No início do século VII, o Império Sassânida foi conquistado pelos árabes muçulmanos e os armênios buscaram ajuda do Império Bizantino para resistir a eles. Os imperadores bizantinos, em seguida, nomearam os príncipes da Armênia e o terceiro e quarto foram os irmãos Amazaspes IV e Gregório I. Mas com a morte de Gregório, o poder passou à família Bagrátida que começou sua ascensão social.
Os Mamicônios reaparecem no século VIII, quando os irmãos Davi e Gregório Mamicônio tentaram opor-se a Asócio III Bagratúnio e foram exilados ao Iêmem. Os Mamicônios encabeçaram várias revoltas contra os ocupantes árabes até que os últimos decidiram exterminar grande parte da nobreza armênia na batalha de Bagrauandena em 25 de abril de 775. Essa batalha marcou o fim do poder Mamicônio com Asócio IV Bagratúnio se apoderando dos bens de seu tio Samuel Mamicônio, deixando apenas Bagrauandena para o príncipe Sapor. O último príncipe, Gregório, foi capturado e morto pelos árabes em 856.